# American Sniper
American Sniper is een Amerikaanse actiefilm uit 2014 onder regie van Clint Eastwood. Het scenario is gebaseerd op de gelijknamige memoires uit 2012 van de Amerikaanse Navy SEAL Chris Kyle.

## Achtergrond
Navy SEAL Chris Kyle geldt als de dodelijkste schutter aller tijden. Tussen 1999 en 2009 vestigt hij het record van meeste gedode doelwitten als scherpschutter in de geschiedenis van de Amerikaanse krijgsmacht. Hij speelt een belangrijke rol in de strijd tegen het terrorisme na de aanslagen op 11 september 2001.

## Rolverdeling
| Acteur                | Personage        |
| --------------------- | ---------------- |
| Bradley Cooper        | Chris Kyle       |
| Sienna Miller         | Taya Kyle        |
| Kyle Gallner          | Goat-Winston     |
| Cole Konis            | Jonge Chris Kyle |
| Ben Reed              | Wayne Kyle       |
| Elise Robertson       | Deby Kyle        |
| Luke Sunshine         | Jonge Jeff Kyle  |
| Troy Vincent          | Pastor           |
| Brandon Salgado Telis | Pester           |
| Keir O'Donnell        | Jeff Kyle        |
| Marnette Patterson    | Sarah            |
| Jason Hall            | Cowboy           |
| Billy Miller          | Rekruteerder     |
| Leonard Roberts       | Instructeur      |
| Jason Walsh           | Instructeur      |
| Reynaldo Gallegos     | Tony             |
| Madeleine McGraw      | McKenna          |

## Productie
De opnamen begonnen op 31 maart 2014 en er werd gefilmd in Los Angeles en Marokko. De film ontving overwegend positieve kritieken zowel van critici als toeschouwers.

## Prijzen en nominaties
De belangrijkste:
| Jaar                     | Prijs                  | Categorie                     | Genomineerde(n)                                                       | Uitslag     |
| ------------------------ | ---------------------- | ----------------------------- | --------------------------------------------------------------------- | ----------- |
| 2014                     |                        |                               |                                                                       |             |
| National Board of Review | Beste regie            | Clint Eastwood                | Gewonnen                                                              |             |
| National Board of Review | Top Ten Films          | American Sniper               | Gewonnen                                                              |             |
| 2015                     | Oscars                 | Beste film                    | Clint Eastwood Robert Lorenz Andrew Lazar Bradley Cooper Peter Morgan | Genomineerd |
| 2015                     | Oscars                 | Beste mannelijke hoofdrol     | Bradley Cooper                                                        | Genomineerd |
| 2015                     | Oscars                 | Beste aangepaste scenario     | Jason Hall                                                            | Genomineerd |
| 2015                     | Oscars                 | Beste montage                 | Joe Cox Gary D. Roach                                                 | Genomineerd |
| 2015                     | Oscars                 | Beste geluidseffecten         | Alan Robert Maurray Bub Asman                                         | Gewonnen    |
| 2015                     | Oscars                 | Beste geluid                  | John T. Reitz Gregg Rudloff Walt Martin                               | Genomineerd |
| 2015                     | Satellite Awards       | Beste aangepaste scenario     | Jason Hall                                                            | Genomineerd |
| 2015                     | Satellite Awards       | Beste montage                 | Gary Roach Joel Cox                                                   | Genomineerd |
| 2015                     | BAFTA's                | Beste aangepaste scenario     | Jason Hall                                                            | Genomineerd |
| 2015                     | BAFTA's                | Beste geluid                  | John T. Reitz Gregg Rudloff Walt Martin Alan Robert Maurray Bub Asman | Genomineerd |
| 2015                     | Critics' Choice Awards | Beste actiefilm               | American Sniper                                                       | Genomineerd |
| 2015                     | Critics' Choice Awards | Beste acteur in een actiefilm | Bradley Cooper                                                        | Gewonnen    |